# دوغ فار
دوغ فار (بالإنجليزية: Doug Farr)‏ هو مهندس معماري أمريكي، ولد في 14 أكتوبر 1957.